# Isaac Murphy
Isaac Murphy, född 16 oktober 1799 nära Pittsburgh, Pennsylvania, död 8 september 1882 i Madison County, Arkansas, var en amerikansk republikansk politiker. Han var guvernör i Arkansas 1864-1868.
Murphy gifte sig 31 juli 1830 med 16-åriga Angelina Lockert, dotter till en slavägare. Lockerts far gjorde dottern arvlös. Han var emot äktenskapet, eftersom Murphy var emot slaveriet. Angelina Murphy dog 1860.
Isaac Murphy var 1861 delegat på konventet, som röstade om Arkansas utträde ur USA. Första gången röstade konventet (Arkansas Secession Convention) för att stanna kvar i USA. Amerikanska inbördeskriget bröt ut snart därpå och USA:s president Abraham Lincoln behövde trupper från Arkansas. Konventet sammankallades på nytt och endast fem delegater ville i den nya situationen att Arkansas skulle stanna kvar i unionen. Konventets ordförande bad att alla fem skulle ändra sina röster för enhällighetens skull. De fyra andra gick med på att rösta ja till utträdet, men Murphy röstade nej. Han ville inte svika sina väljare.
Murphy tjänstgjorde som guvernör under de första åren av rekonstruktionstiden. Han efterträddes 2 juli 1868 av Powell Clayton.